# Токмаков-Звенигородский, Иван Юрьевич Чёрный
Князь Иван Юрьевич Звенигородский-Токмаков по прозванию Чёрный († 18 февраля 1590) — воевода во времена правления Ивана IV Васильевича Грозного и Фёдора Ивановича. Рюрикович в XXI колене из княжеского рода Звенигородских.
Единственный сын князя Юрия Ивановича Токмакова-Звенигородского.

## Биография
Дворянин московский (1577). Второй воевода в Смоленске (1581). Воевода в Новосиле и приказано идти в сход с князем Иваном Михайловичем Воротынским, после отправлен воеводой в Дедилов (1582). Воевода в Новосиле (1583-1584), после чего вызван в Москву. Воевода в Мценске (1585), выступил из Мценска на соединение с Большим полкомПослан против черкас воеводой Передового полка (июль 1585).
Убит при взятии Ругодива († 1590), летописец записал: "февраль 18,  Государь велел быти у пролому окольничему Семёну Фёдоровичу Сабурову, да князю Токмакову, а идти на пролом наперёд Токмакову ....".
Владел поместьями в Коломенском и Каширском уездах.
По родословной росписи показан бездетным.